# Miagrammopes gravelyi
Miagrammopes gravelyi là một loài nhện trong họ Uloboridae.
Loài này thuộc chi Miagrammopes. Miagrammopes gravelyi được Benoy Krishna Tikader miêu tả năm 1971.